# Семиостровская волость
Семиостровская волость (тат. سوقسو ۋولىٰسىٰ, Suьqsu vulьsь, Суыксу вулысы) — административно-территориальная единица в составе Мензелинского уезда Уфимской губернии и Мензелинского кантона Татарской АССР. По состоянию на 1913 год волостное правление находилось в селении Черемисские Суксы. На 1910-е годы граничила с Такталачукской, Байсаровской, Матвеевской, Старо-Мелькенской волостями Мензелинского уезда по суше и с Илишевской, Касёвской волостями Бирского уезда, Чегандинской волостью Сарапульского уезда Вятской губернии по рекам Кама и Белая.
Создана не позднее 1870 года.
По декрету «Об Автономной Татарской Социалистической Советской Республике» вошла в состав Мензелинского кантона Татарской АССР. К 1922 году волостное правление было перенесено в Татарские Суксы. В 1924 году укрупнена, в её состав вошли собственно Семиостровская волость, селения Кыркаинтуба, Старое Бикчентаево, Шабызбаш, Старое и Новое Курмашево Старо-Курмашевской волости, селения Барсуково, Верхнее и Нижнее Гареево, Азьметево, Старое и Новое Балтачево, Татарские и Черемисские Ямалы Такталачукской волости и селение Кичнарат Старо-Мелькенской волости..
По состоянию на 1930 год состояла из 20 сельсоветов: Чалманаратский, Нижне-Гареевский, Балтачевский, Старо-Курмашевский, Чатовский, Старо-Бикчентаевский, Чураевский, Татарско-Ямалинский, Ново-Курмашевский, Уменеевский, Старо-Семиостровский, Верхне-Урьядинский, Кузякинский, Русско-Азибейский, Татарско-Азибейский, Татарско-Суксинский, Мари-Суксинский, Адаевский, Ново-Бикчентаевский, Барсуковский.
В августе 1930 года при введении районного деления на всей территории Татарской АССР упразднена, большая часть селений включены в состав Актанышского района, селение Калмурзино включено в состав Мензелинского района.